# Lhota (Úštěk)
Lhota je malá vesnice, část města Úštěk v okrese Litoměřice. Nachází se asi dva kilometry jihozápadně od Úštěku. Lhota leží v katastrálním území Lhota u Úštěku o rozloze 2 km².

## Historie
První písemná zmínka o Lhotě pochází z roku 1407. Vesnice už v té době patřila k liběšickému panství, u kterého zůstala až do zrušení patrimoniální správy. Podle berní ruly z roku 1654 ve vsi stály čtyři selské a tři menší usedlosti. Domy ve vsi se soustředily po obou stranách ulicovité návsi a navazovaly na ně pásy záhumenicové plužiny. Původní charakter sídla narušily demolice domů ve druhé polovině dvacátého století, novostavby rekreačních objektů a dělení pozemků větších usedlostí.

## Obyvatelstvo
Při sčítání lidu v roce 1921 zde žilo sedmdesát obyvatel (z toho 32 mužů), z nichž bylo dvanáct Čechoslováků a 58 Němců. Kromě dvou evangelíků a tří členů církve československé byli římskými katolíky. Podle sčítání lidu z roku 1930 měla vesnice osmdesát obyvatel: osm Čechoslováků a 72 Němců. Až na jednoho evangelíka se hlásili k římskokatolické církvi.
|                                                                              | 1869 | 1880 | 1890 | 1900 | 1910 | 1921 | 1930 | 1950 | 1961 | 1970 | 1980 | 1991 | 2001 | 2011 |
| ---------------------------------------------------------------------------- | ---- | ---- | ---- | ---- | ---- | ---- | ---- | ---- | ---- | ---- | ---- | ---- | ---- | ---- |
| Obyvatelé                                                                    | 85   | 82   | 76   | 76   | 75   | 70   | 80   | 35   | 26   | 11   | 6    | 4    | 6    | 10   |
| Domy                                                                         | 16   | 16   | 16   | 16   | 16   | 16   | 16   | 10   | .    | 3    | 2    | 6    | 7    | 10   |
| Počet domů z roku 1961 je zahrnut v domech místní části Úštěk-Vnitřní Město. |      |      |      |      |      |      |      |      |      |      |      |      |      |      |

## Pamětihodnosti

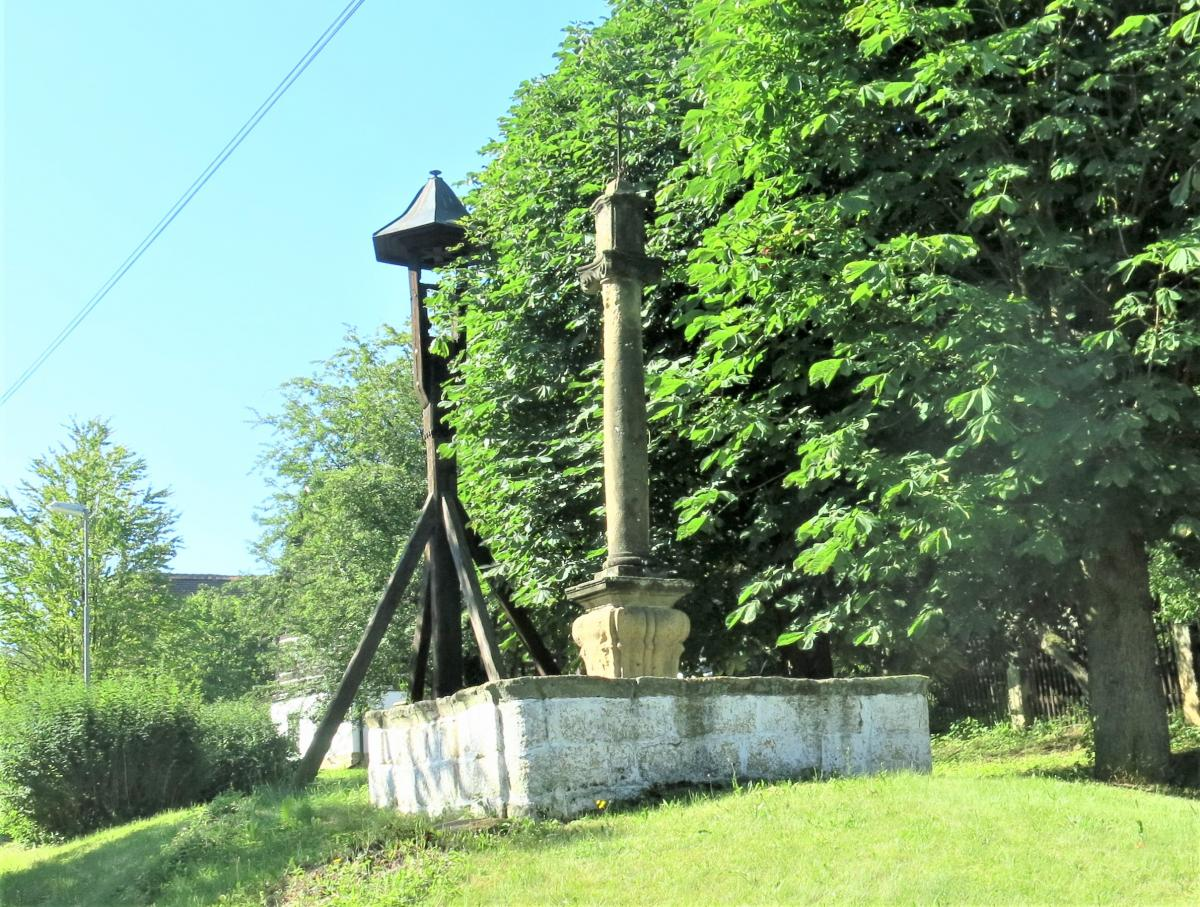
Boží muka s kaplí

Z tradičních staveb Úštěcka se ve Lhotě dochovaly především památkově chráněné domy čp. 2, 4 a usedlost čp. 3. Jednopatrový dům čp. 2 je v přední části roubený, zatímco zadní část je zděná. Do patra se vstupuje částečně zapuštěnou pavlačí a štít má podobu trojetážové lomenice. Usedlost čp. 3 tvoří patrový roubený dům s pavlačí a vyřezávanou podstávkou a bývalá sýpka upravená na obytný dům. Její přízemí je zděné, zatímco patro roubené. Dům čp. 4 s roubenou světnicí v přízemí kombinuje v patře konstrukce roubené a hrázděné. Jeho štít je bedněný a podél zadní hrázděné části vede pavlač. K dalším cenným budovám patří sýpka usedlosti čp. 11 nebo hrázděná stodola u domu čp. 9.
Kulturní památkou jsou také kamenná boží muka z roku 1733 a dřevěná zvonička v jejich sousedství na návsi. Severozápadně od vesnice se nachází úštěcký židovský hřbitov.